# Узми све што љубав дотакне
Узми све што љубав дотакне је трећи студијски албум српског поп певача Бојана Милановића издат 1995. за ПГП РТС. Једна од песама на албуму је обрада песме Роја Орбисона. На албуму сз поред певача радили Раде Радивојевић, Ладислав Чани, Војкан Борисављевић. Пратеће вокале певала је Леонтина Вукомановић. Песма Ти си моја циганка за коју постоје два спота. Снимљени су спотови за песме Узми све што љубав дотакне, Први пут, Понеси ме на крилима.

## Списак песама
| №   | Назив                      | Трајање |  |
| 1.  | Први пут                   | 4:24    |  |
| 2.  | Дуго љубав умире           | 4:10    |  |
| 3.  | Биће боље                  | 5:00    |  |
| 4.  | Ми се љубимо               | 3:12    |  |
| 5.  | Јутро                      | 3:29    |  |
| 6.  | Хвала ти                   | 4:02    |  |
| 7.  | Ти си моја Циганка         | 4:23    |  |
| 8.  | Узми све што љубав дотакне | 3:57    |  |
| 9.  | Реке љубави                | 4:01    |  |
| 10. | Понеси ме на крилима       | 3:58    |  |